# Mariä Heimsuchung (Forstinning)

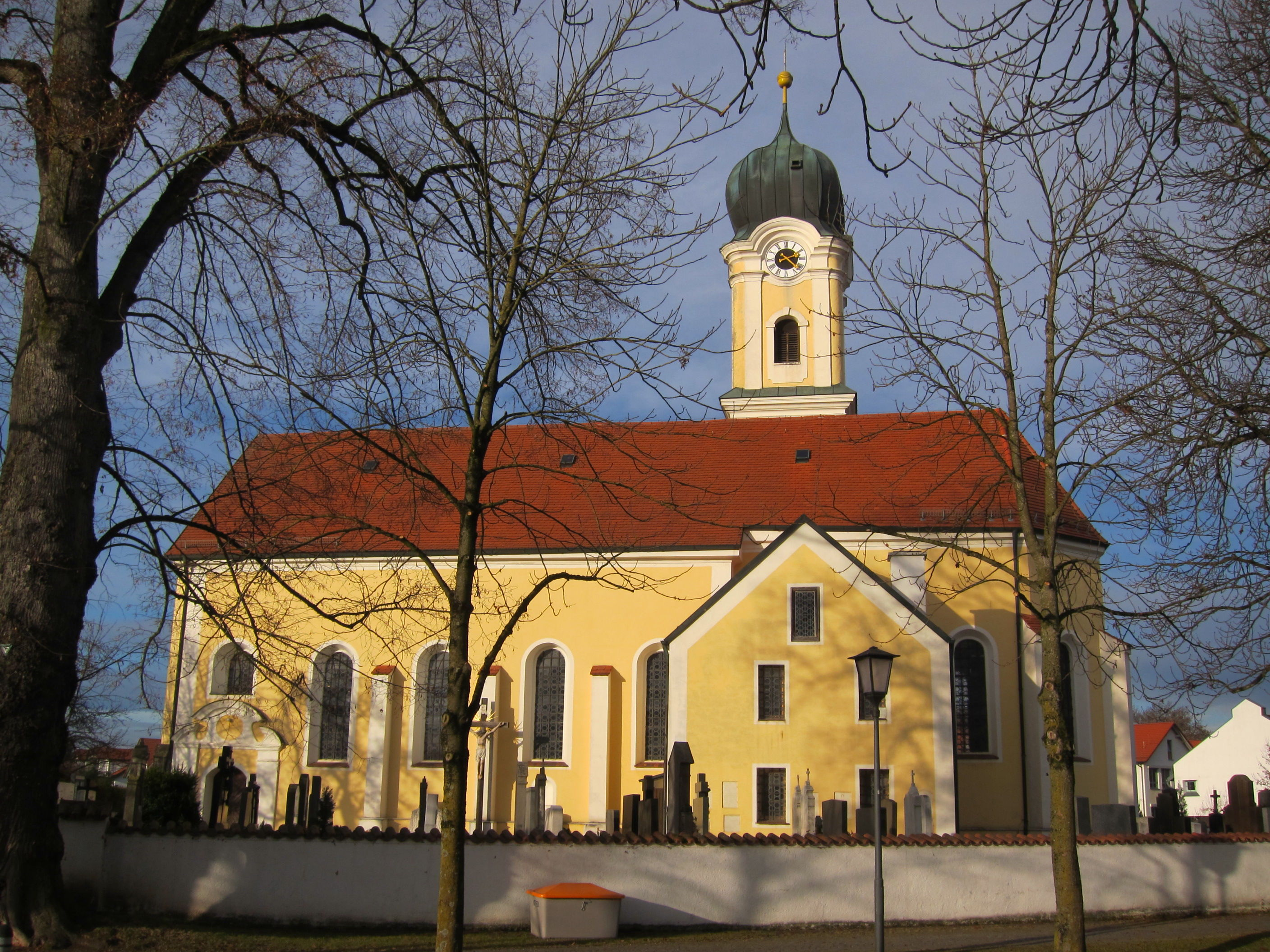
Mariä Heimsuchung in Forstinning

Innenraum

Die römisch-katholische Pfarrkirche Mariä Heimsuchung steht in Forstinning, einer Gemeinde im oberbayerischen Landkreis Ebersberg. Das Bauwerk ist in der Liste der Baudenkmäler in Forstinning als Baudenkmal unter der Nr. D-1-75-118-1 eingetragen. Die Kirche gehört zum Dekanat Ebersberg im Erzbistum München und Freising.

## Beschreibung
Das an der Südwand von Strebepfeilern gestützte Langhaus der Saalkirche wurde 1755–66 nach einem Entwurf von Balthasar Trischberger barock umgestaltet. Der eingezogene, von Strebepfeilern gestützte Chor mit dreiseitigem Abschluss im Osten wurde vom gotischen Vorgängerbau übernommen, ebenso die unteren Geschosse des Chorflankenturms an der Nordwand des Chors. Das oberste, mit einer Zwiebelhaube abschließende Turmgeschoss enthält den Glockenstuhl und die Turmuhr. Die Sakristei mit dem darüber liegenden Oratorium wurden an die Südwand des Chors angebaut. 
Die Deckenmalereien wurden um 1770 von Martin Heigl ausgeführt. Der in der zweiten Hälfte des 18. Jahrhunderts aufgestellte Hochaltar wird von zwei Bischöfen flankiert. Auf seinem Altarretabel ist Maria dargestellt. Die Orgel wurde 1967 von Alois Wölfl gebaut.